# Amazóniai papagáj
Az amazóniai papagáj (Nannopsittaca dachilleae) a madarak osztályának papagájalakúak (Psittaciformes) rendjébe a papagájfélék (Psittacidae) családjába és az araformák (Arinae) alcsaládjába tartozó faj.

## Rendszerezése
A fajt John Patton O'Neill, Charles A. Munn III és Irma Franke írták le 1991-ben. Egyes szervezetek még a jákópapagáj-formák (Psittacinae) alcsaládjába sorolják.

## Előfordulás
Az Amazonas-medence nyugati részén, Bolívia, Brazília és Peru területén honos. Természetes élőhelyei a szubtrópusi vagy trópusi síkvidéki esőerdők. Nomád faj.

## Megjelenése
Átlagos testhossza 14 centiméter, testtömege 38-46 gramm.

## Természetvédelmi helyzete
Az elterjedési területe nagy, egyedszáma 6700 példány körülire csökkent. A Természetvédelmi Világszövetség Vörös listáján nem fenyegetett fajként szerepel.